# Сердце Ангела
«Сердце Ангела» (англ. Angel Heart) — кинофильм, вышедший в 1987 году. Автор сценария и режиссёр — Алан Паркер. Литературной основой для сценария фильма послужил роман Уильяма Хьёртсберга «Падший ангел». «Сердце Ангела» — фильм, объединяющий в себе остросюжетный детектив и фильм ужасов.

## Сюжет
Нью-Йорк, январь 1955 года. К частному детективу Гарри Эйнджелу (англ. Harry Angel; Микки Рурк) обращается адвокат Херман Вайнсап, который устраивает ему встречу с неким Луи Сайфером (англ. Louis Cyphre; Роберт Де Ниро) в небольшой баптистской церкви Гарлема. Тот обращается с просьбой разыскать пропавшего после войны человека по имени Джонни Либлинг, больше известного как музыкант Джонни Фейворит. В 1943 году мистер Сайфер заключил с Джонни договор, но Фейворит получил на войне несколько ранений, в результате которых полностью утратил память и попал в психиатрическую лечебницу. До недавнего времени мистер Сайфер получал уведомления о том, что этот человек всё ещё пребывает в лечебнице, сейчас же он считает, что его попросту обманывают, поэтому он поручает Гарри съездить в тот самый госпиталь и узнать, верны ли его опасения. Гарри отказывается, убеждая Сайфера в том, что это не его уровень, однако тот обещает ему крупную сумму денег.
Гарри отправляется в клинику, там он узнаёт о том, что пациент был оттуда переведён 31 декабря 1943 года. А последующие подписи в карте ставил некий доктор по фамилии Фаулер. Найдя дом врача, он проникает в него, чтобы осмотреться, там он находит запасы морфия, дожидается доктора и задаёт ему ряд вопросов. Доктор признаётся в том, что ему заплатили 25 тысяч долларов за то, чтобы он хранил молчание и продолжал подписывать бумаги, создавая видимость присутствия пациента в клинике, а самого пациента попросту забрали некая молодая женщина и пожилой мужчина. Лицо пациента было закрыто бинтами, и никто не знает, как он выглядит. Гарри оставляет доктора, запирая его в комнате наверху, после чего уходит, чтобы вернуться, считая, что доктор рассказал ему не всё, что знает. Но когда он возвращается, то обнаруживает врача застреленным в правую глазницу в собственной постели. Гарри в ужасе, он стирает повсюду свои отпечатки, в том числе с пистолета, который он обнаружил ранее, с перил и дверных ручек. Гарри встречается с Сайфером в ресторане и рассказывает ему о том, что узнал, о том, что доктор мёртв, и о том, что это дело стало слишком опасным. Сайфер же повышает гонорар, предложив ещё 5000 долларов, и убеждает Гарри продолжать поиски - тот соглашается.
Гарри встречается со знакомой журналисткой, которая передаёт ему материалы о Джонни Фейворите. Из материалов Гарри узнаёт о романе Джонни с мадам Маргарет Крузмарк (Шарлотта Рэмплинг) и о его тайной любви к Евангелин Праудфут. Он отправляется на поиски Мадам Зоры, владевшей магазинчиком оккультных товаров, но там он выясняет, что мадам Зора и есть Маргарет Крузмарк, которая живёт в Новом Орлеане.
Прибыв в Новый Орлеан, Гарри находит Крузмарк и записывается к ней на приём, сообщив свои данные. Вскоре она принимает его. Раскрыв его обман, она всё же рассказывает ему о Джонни, говоря, что он умер, а если и не умер, то он умер для неё. Гарри отправляется на поиски Евангелины Праудфут, но обнаруживает, что она скончалась, однако её дочь Эпифани Праудфут (Лиза Боне) помнит рассказы матери о Фейворите. Гарри отправляется к человеку по имени Тутс Свит — гитаристу, который знал Джонни, но тот не много успевает рассказать, прежде чем Гарри выкидывают из клуба. Ночью Гарри следит за Тутсом и видит ритуальные танцы с жертвоприношениями, в которых принимает участие Эпифани — дочь Евангелины. Он узнаёт от Тутса, что Эпифани — жрица культа вуду, как и её мать. Утром Гарри будят полицейские из Нового Орлеана, которые сообщают ему о том, что Тутс Свит мёртв, ему отрезали половые органы и скормили ему же, а в кармане у него была визитка Гарри. Гарри возвращается к Маргарет, но обнаруживает её лежащей на столе, рядом с извлечённым сердцем. Самого Гарри выслеживают люди Итана Крузмарка, влиятельного человека и отца Маргарет, и угрожают расправой, если он не уберётся из Нового Орлеана сегодня же. Эпифани навещает Гарри в его отеле, где они занимаются сексом, после чего она рассказывает о том, что её отец Джонни Фейворит был ужасным человеком, он разрушал жизни окружающих его людей. Гарри подозревает, что Фейворит следит за ним и убивает всех, кто мог бы дать о нём информацию.
Гарри встречается с отцом Маргарет Итаном, и тот рассказывает ему о Джонни. Тот якобы увлекался магией и был настолько силён, что сумел вызвать сатану, которому продал душу в обмен на славу, но позже решил избежать уплаты долга. С помощью Тутса и Маргарет Джонни сумел похитить солдата в канун нового года. Он совершил ритуал, убив солдата и съев его ещё бьющееся сердце, тем самым он похитил его душу и личность. Фейворит рассчитывал ускользнуть, но начало войны застигло его врасплох, он был ранен и лишился памяти. После этого Итан и Маргарет забрали его из клиники и высадили на Таймс Сквер — последнем месте, которое он помнил до того, как всё произошло. Через несколько минут после рассказа Гарри находит Итана мёртвым. Жетон, на котором было имя того солдата, был запечатан в урну, хранившуюся у Маргарет дома, туда и отправляется Гарри. Он приходит в дом Маргарет, взламывает дверь, находит, наконец, маленькую керамическую урну, разбивает её в раковине и достаёт жетон, на котором видит своё имя — «Эйнджел Гарольд». Он кричит, потому что понимает, что он и есть Джонни Фейворит.
Гарри выходит из ванной со слезами на глазах, в комнате в кресле его уже ждёт Луи Сайфер (Люцифер), который сообщает ему, что он Джонни Фейворит и пытался нарушить контракт. 12 лет он жил с чужой памятью, но Люцифер, разумеется, знал, кто он, с самого начала. Гарри отказывается верить, настаивая на том, что знает, кто он, говорит, что расскажет Вайнсапу о том, что Сайфер совершил все эти преступления, а теперь пытается повесить их на него. Но Люцифер сообщает Гарри, что Вайнсап тоже мёртв, затем помогает восстановить его подавленные воспоминания, однако сообщает, что с тех пор, как они встретились, он водил его рукой. Гарри видит, как он убивал Фаулера, Свита и Крузмарков. Обнаружив, что он один, Гарри отправляется в свой отель, где обнаруживает полицейских в своей спальне. Тело его дочери Эпифани лежит в залитой кровью постели, а ему сообщают, что его пистолет был найден в ней. Наконец, Гарри смирился с реальностью и признал себя тем, кем он всегда был — Джонни Фейворитом. Полицейский говорит Гарри, что он «сгорит» за это, подразумевая электрический стул. На что Гарри, уже зная правду, отвечает: «Я знаю. В аду».
Показан многоэтажный дом, который Гарри уже не раз видел, в нём находится лифт. Когда Гарри подходит к нему, тот открывается и пускает его, а затем начинает спускаться вниз, в конце пути после заключительных титров слышен шёпот: «Гарри, Джонни».

## В ролях
- Микки Рурк — Гарри Эйнджел, ветеран войны, а ныне частный детектив из Нью-Йорка, берётся за любую работу, но, как правило, это мелочи, вроде пропажи вещей и дел о разводах[2].
- Роберт Де Ниро — предприниматель Луи Сайфер становится нанимателем Гарри, так как считает, что именно он способен найти для него человека, который сумел обманом избежать выполнения контракта[2].
- Лиза Боне — Эпифани Праудфут, жрица вуду, как и её мать[2].
- Шарлотта Рэмплинг — гадалка Маргарет Крузмарк, дочь Итана Крузмарка, увлечена магией и колдовством, занимается анализом натальных карт и астрологическими прогнозами.
- Стокер Фонтелье[англ.] — Итан Крузмарк, богатый человек, чьё влияние и увлечения становятся началом для всей истории.
- Брауни МакГи[англ.] — Тутс Свит, блюзовый музыкант.
- Майкл Хиггинс[англ.] — доктор Альберт Фаулер, долгие годы проработал в клинике для душевнобольных, имеет наркотическую зависимость.
- Дэнн Флорек — Герман Вайнсап, адвокат Луи Сайфера.
- Элизабет Уиткрафт[англ.] — Конни, журналистка, собравшая всю основную информацию о Джонни Фейворите для Гарри.
- Чарльз Гордон[англ.] — Спайдер Симпсон.
- Пруитт Тейлор Винс — детектив Деймос.
- Кэтлин Уилхойт — медсестра.

## История создания[6]

### Замысел
На протяжении нескольких лет права на экранизацию «Падшего ангела» переходили из рук в руки, в конечном счёте Эллиотт Кастнер предложил взяться за работу Алану Паркеру. Как выяснилось, Паркера роман Хьортсберга привлекал уже давно своим сплавом нуар-детектива и сверхъестественного.

### Отличия от книги
- При работе над сценарием основное место действия из Нью-Йорка переместилось в Новый Орлеан. Другим существенным отличием стала смена времени действия: вместо 1959 года, как в романе, в фильме 1955 год. Причиной этого было то, что, по мнению режиссёра, 1959 год пересекался с эпохой 60-х с её пертурбациями общества, в то время как 1955-й всё ещё принадлежал 40-м.

Думаю, мне хотелось снять нуар-фильм. [Я] хотел создать чёрно-белый фильм, но в цвете.
Оригинальный текст (англ.)I suppose I wanted to make a noir ﬁlm. [I] wanted to make a black-and-white ﬁlm, but in color.

### Кастинг
По словам Алана Паркера, у него был короткий список из четырёх человек на главную роль. Джек Николсон не проявил особого интереса к фильму. Микки Рурк же при встрече заявил, что он единственный, кто подходит на роль Гарри, и режиссёру не следует больше разговаривать с другими кандидатами. Роберт Де Ниро, в свою очередь, при встрече сообщил, что предпочитает роль Луи Сайфера.
Лиза Боне произвела впечатление на режиссёра ещё при первом своём прослушивании на роль Епифани. С выбором актрисы на роль Маргарет Крузмарк было сложнее: просмотрев множество кандидатур, Паркер в результате позвонил во Францию и предложил роль Шарлотте Рэмплинг. Элизабет Уиткрафт на роль Конни была найдена на открытом кастинге среди начинающих актрис. На место Тутса Свита был взят реальный певец и музыкант Брауни МакГи — в отличие от своего героя он обладал мягким характером и совсем не умел пользоваться бритвой как оружием.

### Декорации
Часть фильма снималась в Нью-Йорке. Постановщику Брайану Моррису пришлось немало потрудиться, дабы не только воссоздать такой же Гарлем 40-х — начала 50-х годов, что и на старых фотографиях, но и, согласно замыслу, придать декорациям нужную цветовую тональность. В Луизиане съёмочной группе отчасти повезло, в городке Тибодо, мало изменившемся с тех времён, были сняты многие сцены с Лизой Боне. Но уже в Новом Орлеане на одной из улиц пришлось заново строить город 50-х. Сцена разговора Гарри и Сайфера снималась в церкви св. Альфонса, однако настоящий священник отказался помочь в организации мессы, в результате пришлось прибегнуть к услугам бывшего священнослужителя, лишённого сана.

## Мотивы

### Мир теней
Уже первые кадры намекают на присутствие потустороннего. Облака пара, циркулирующие возле решёток тёмной улицы, в призрачном танце. Кошка беззаботно наблюдает за собакой, роющейся возле окровавленного трупа, будто играя с ней. В резкой дисгармонии музыки словно слышатся крики проклятых душ ада Данте. Религиозная символика подспудно преследует главного героя на протяжении всего фильма. Лопасти вентилятора, появляющиеся в кадре, повторяя по своей форме оккультные пяти- и шестиконечные звёзды, выглядят предзнаменованием скорой смерти для всех убитых впоследствии персонажей. Церемония крещения на реке, смывающая грехи, мимо которой беспечно проезжает автомобиль Гарри, говорит, что шанс на спасение им утерян. Церковь, которая не даёт надежды, католические образы предстают в столь же пугающе отчуждённом освещении, что и атрибуты вуду. Показан мир экзистенциального отчаяния, в котором внешние силы не могут спасти обречённого главного героя.

## Монтаж
На фотографиях со съёмок фильма можно обнаружить не вошедшие в окончательную версию подробности судьбы Германа Вайнсапа и Конни. Так на одном из снимков окровавленный адвокат дьявола сидит на полу, прислонясь к стене; на другой фотографии рабочего момента его тело находится в той же позе, но без головы. Ещё на одном снимке, среди развалин сгоревшего дома, мы видим тело журналистки со следами ожогов.